# Clitostethus arcuatus
Espèce
Synonymes
- Coccinella arcuata (Rossi 1794)
- Clitostethus hausmanni (Weise, 1885)
- Scymnus abeilli (Weise 1884)

Clitosthetus arcuatus est une espèce de coccinelles arboricoles et thermophiles de petite taille, originaire de la région méditerranéenne ou du Proche-Orient, utilisée dans la lutte biologique contre les mouches blanches parasites des cultures. Elle n'est pas très fréquente.

## Dénomination
Le qualificatif arcuatus attribué à cette espèce désigne le motif en forme d'arc qui figure sur ses élytres. En français, elle n'a pas de nom populaire. 
En anglais, elle est appelée Inconspicuous ladybird, qui signifie "la coccinelle inaperçue" ou discrète, par allusion à sa taille et à son camouflage.
En allemand, elle est appelée Bogen-Zwergmarienkäfer, ce qui signifie la "coccinelle naine à arc", qui se réfère à sa petite taille et à son motif caractéristique.

## Description
C’est l’une des plus petites espèces de coccinelles, d’une taille de 1,2 à 1,5 mm. Elle s’identifie facilement à sa teinte générale brune, de nuances diverses, et au dessin caractéristique de ses élytres, en arc de cercle de couleur crème, dont l’intérieur est plus sombre. Les élytres sont couvertes d’une pilosité claire. Les yeux sont noirs, le thorax est brun clair, avec les parties latérales crème. Les antennes présentent onze segments, les derniers terminés en massue.
Comme chez beaucoup de coccinelles, elle présente une certaine variabilité, et plusieurs morphes ont été distinguées.
La larve est blanchâtre, avec de nombreux poils raides et les derniers segments postérieurs brun foncé.

## Écologie et comportement
Cette coccinelle vit trois ou quatre mois, et quatre générations se succèdent dans l’année. On l’observe de mi-février à décembre. Dans le Grand Ouest français, son pic d'activité s'étale de mi-février à mi-avril. 
En décembre, elle entre en hibernation dans la litière de ses arbres hôtes ou dans les anfractuosités de l’écorce.
Elle se déplace rapidement, ce qui contribue à la rendre souvent inaperçue.
La mortalité diminue selon les stades larvaires. Il est le plus élevé au 1er stade. Au total, la mortalité entre l’œuf et l’adulte atteint 22-23% en laboratoire, et 38-39% sur le terrain.

### Habitat
Elle vit dans les arbres feuillus et résineux. Elle affectionnerait notamment les frênes, les feuilles de lierre exposées au soleil, le laurier-cerise (Prunus laurocerasus) et le troène de Chine (Ligustrum sinense). On la trouverait également dans la strate herbacée associée à la chélidoine (Chelidonius majus).

### Reproduction
La reproduction est étroitement liée à l'abondance des proies. La femelle pond environ 200 œufs.

### Alimentation
Cette espèce est aleurodiphage, c'est-à-dire qu'elle se nourrit d'aleurodes, les mouches blanches phytophages qui se nourrissent de sève. Elle peut se nourrir accessoirement de pucerons et d'acariens. Les espèces mentionnées sont les suivantes,,, :
- Siphoninus phillyreae, qui s'attaque aux Oleaceae
- la mouche blanche des oliviers (Siphoninus finitimus)
- l'aleurode des Citrus (Dialeurodes citri),
- l’aleurode floconneux des Citrus (Aleurothrixus floccosus)
- l'aleurode du chou (Aleyrodes proletella)
- l'aleurode des serres (Trialeurodes vaporariorum)
- l'aleurode du ricin (Trialeurodes ricini)
- l'aleurode du tabac (Bemisia tabaci)
- le puceron lanigère du pommier (Eriosoma lanigerum)
- Panonychus citri, une "araignée rouge" (acarien) parasite des Citrus
- d'autres acariens du genre Tetranychus

Les larves et les adultes de Clitostethus arcuatus se nourrissent des œufs, des larves et des adultes des mouches blanches. Selon une étude menée en Iran, la larve commence à se nourrir 15 minutes après son éclosion. La larve de stade I est relativement immobile et se nourrit d’œufs et de larves sur une surface réduite de feuille. Les larves de stade II, III et IV sont beaucoup plus mobiles et mangent des larves d’aleurodes de tous les stades. Il faut à un adulte 15 à 20 secondes pour manger un œuf de Siphoninus phyllirae. La larve mange environ 259 œufs durant ses différents stades de développement, et les adultes environ 2 000 pour les mâles et 4 000 pour les femelles.

## Distribution
L’espèce est thermophile, présente de la zone méditerranéenne au Moyen-Orient. Dans le Paléarctique, elle atteint le Sud de la Grande-Bretagne, de l'Allemagne et de la Pologne, ainsi que des régions chaudes de Russie. Elle semble profiter du réchauffement pour se répandre dans la direction du nord.  Pour combattre la Siphoninus phillyreae, elle a été introduite ailleurs dans le monde, notamment en Californie en 1989, au Chili en 1995. Elle également présente aux Canaries, aux Açores et en Asie.
En Europe, c'est la seule espèce du genre. 

## Classification
L'espèce a été décrite pour la première fois par Pietro Rossi, dans le volume 2 de sa Mantissa insectorum, une description d'insectes d'Étrurie en deux volumes, publiés en 1792-1794, sous le nom de Coccinella arcuata. Le genre Clitostethus a été établi ensuite par Julius Weise, en 1885. Son appellation actuelle est synonyme de :
- Coccinella arcuata (Rossi, 1794)
- Clitostethus hausmanni (Weise, 1885)
- Scymnus abeillei (Weise, 1884)

Elle est actuellement classée dans la sous-famille des Scymninae, mais celle-ci devrait probablement être considérée comme une tribu des Coccinellinae, les Scymnini, depuis les travaux d'Adam Ślipiński sur les coccinelles d'Australie (2007, 2011),, qui suivent ceux de Hiroyuki Sasaji (1968). Selon ces travaux, basés à la fois sur la biologie moléculaire et sur la morphologie, il n'y a plus suffisamment d'arguments pour distinguer cette sous-famille, ni certaines autres.
L'espèce est actuellement séparée en une sous-espèce et plusieurs formes: 
- C. a. ssp abeilli (Weise 1884)
- C. a. f. arcuatus (Rossi, 1794)
- C. a. f. gomyi (Coutanceau 2015)
- C. a. f. hausmanni (Weise, 1885)
- C. a. f. heyrovskyi (Obenberger, 1942)
- C. a. f. intermedia (Gourreau, 1974)
- C. a. f. nickerli (Obenberger, 1942)
- C. a. f. nicolasi (Coutanceau 2015)
- C. a. f. poussereaui (Coutanceau 2015)
- C. a. f. quilicii (Coutanceau 2015)
- C. a. f. soleyeni (Coutanceau 2015)
- C. a. f. ulema (Obenberger, 1942)

## L'espèceClitostethus arcuatuset l’Homme
Cette coccinelle est considérée comme un moyen de lutte biologique utilisée contre plusieurs espèces de mouches blanches, de pucerons et d'acariens qui occasionnent des dégâts dans les cultures dans de nombreux pays, de la Méditerranée au Moyen-Orient, et introduite à ce titre dans d'autres continents. Une liste figure dans la sous-section alimentation ci-dessus. 

## Galerie

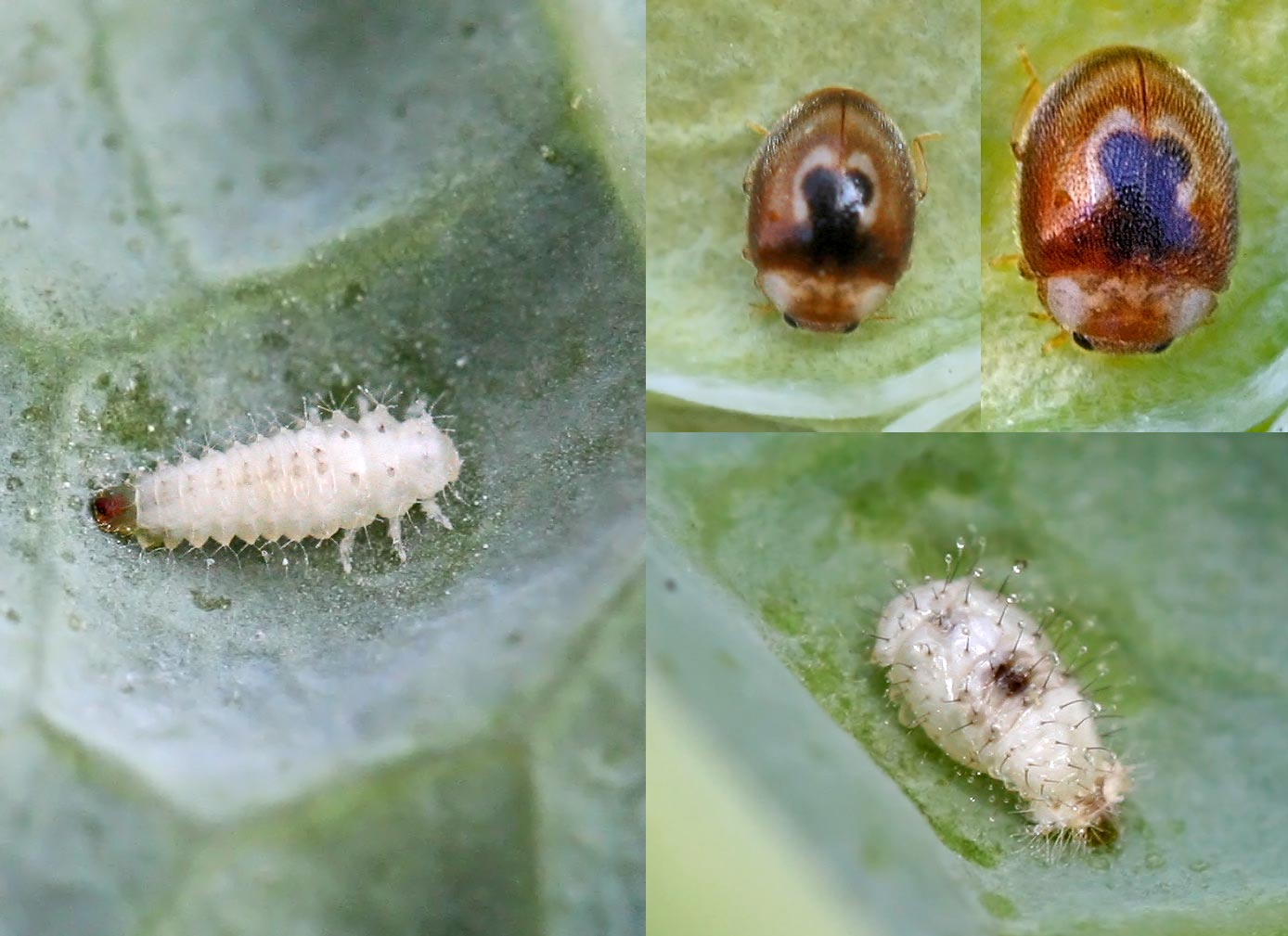
Larve, nymphe et imago.
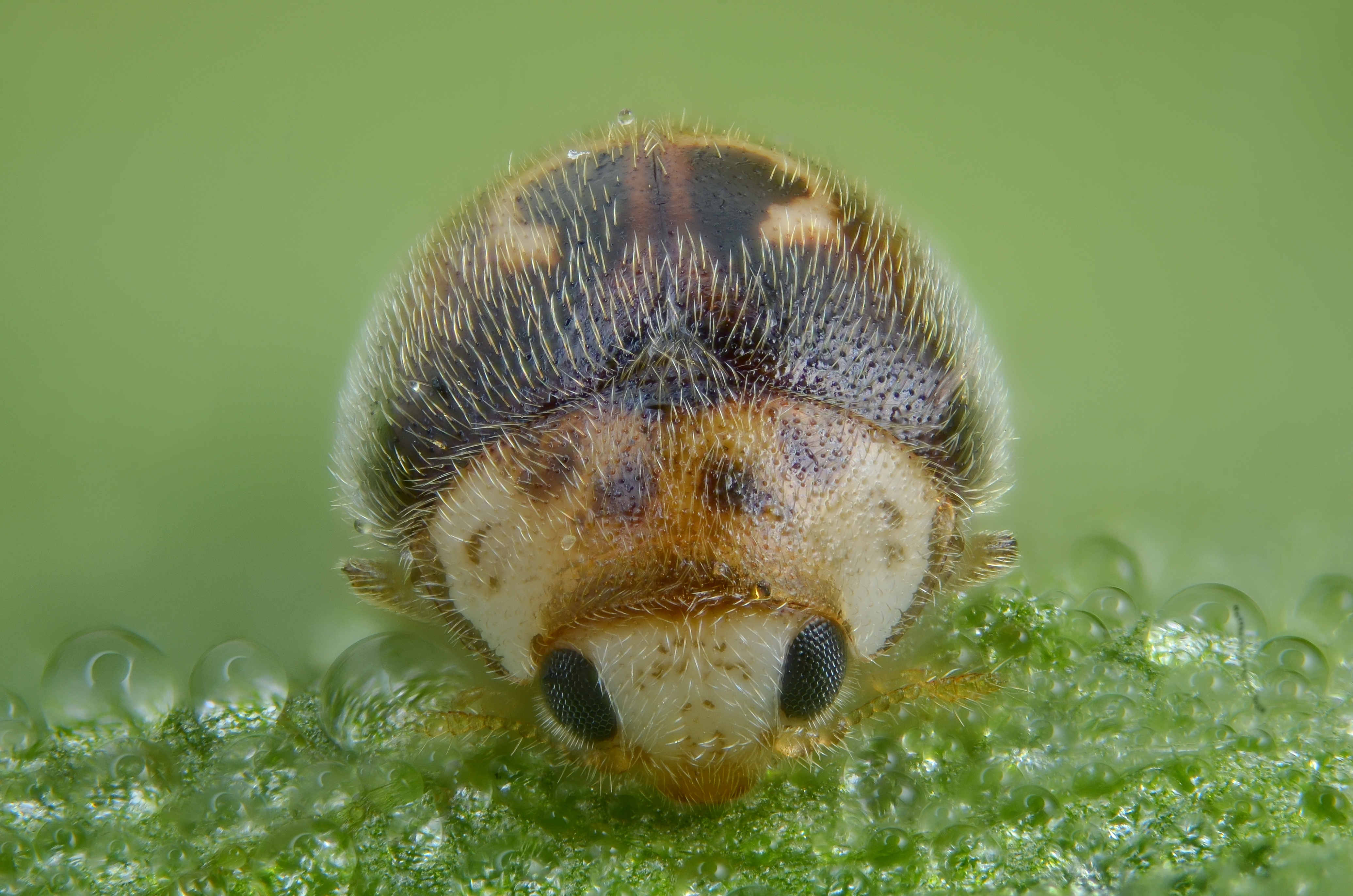
Adulte vu de face.
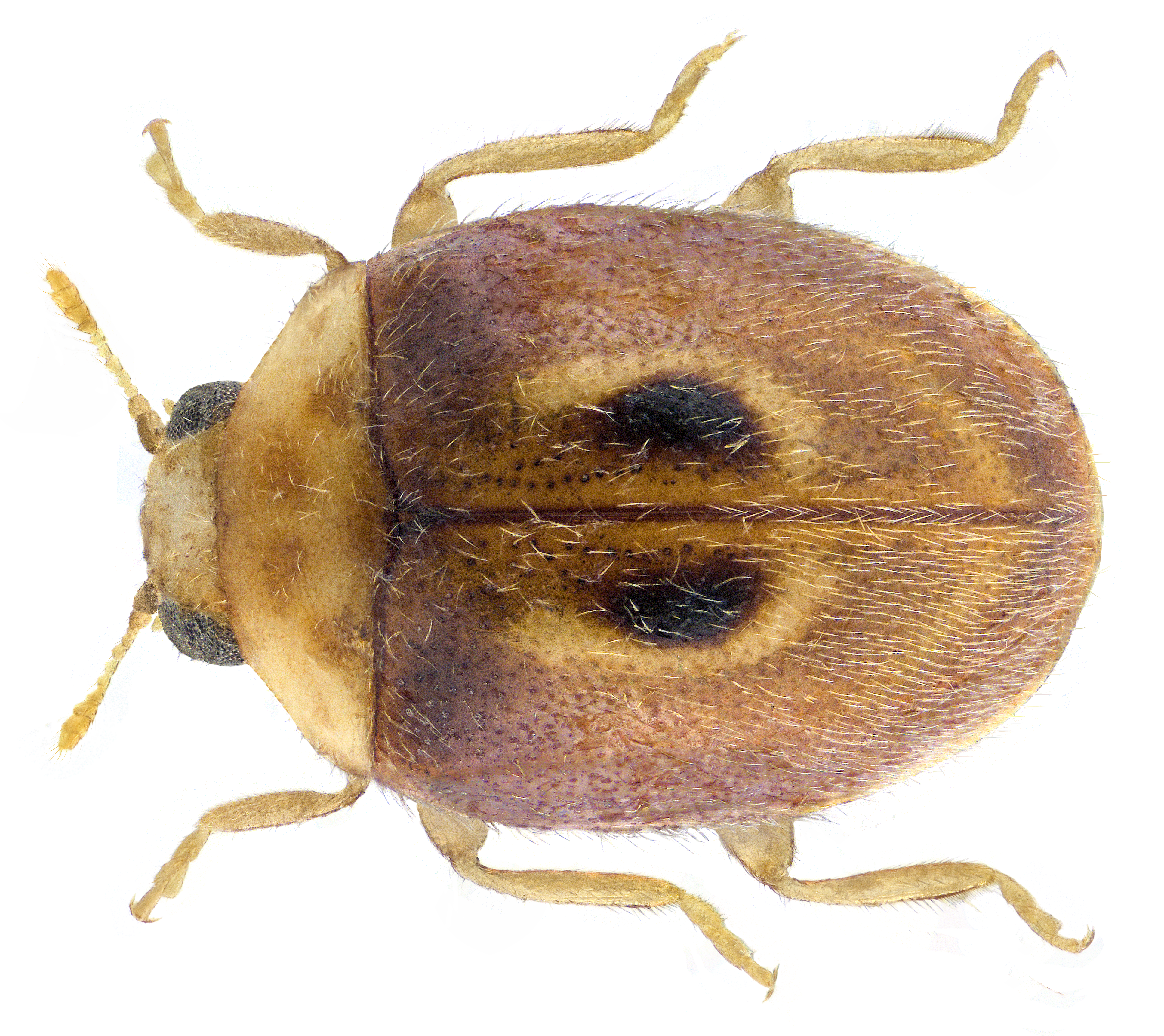
Adulte, Suffolk (GB).